# Serie B 1974-1975 (pallacanestro maschile)
Il campionato di Serie B maschile di pallacanestro 1974-1975 è stato il 24° organizzato con tale definizione ed è il primo dall'ultima riforma dei campionati e rappresenta il terzo livello dei campionati nazionali di pallacanestro.

## Formato
Le trentasei squadre sono divise in sei gironi all'italiana da sei squadre ciascuno e si incontrano con partite di andata e ritorno. Le prime quattro di ogni girone accedono alla fase successiva, le ultime due insieme a quattro squadre qualificate dai gironi della Serie C parteciperanno ad un girone di "ripescaggio".
Nella fase successiva, le 24 squadre classificate saranno suddivise in quattro gironi all'italiana da sei squadre ciascuno, con partite di andata e ritorno. Le prime due di ogni girone accedono alla fase finale per l'ammissione alla nuova Serie A2, insieme ad altre quattro squadre che hanno vinto i quattro concentramenti di ripescaggio.
Nella fase finale le dodici squadre classificate sono suddivise in due gironi all'italiana da sei squadre ciascuno con partite di andata e ritorno. Le prime classificate di ogni girone saranno promosse in Serie A2.
La formula, molto complessa, può prevedere in casi estremi una doppia retrocessione ovvero una doppia promozione nella stessa stagione, per questo motivo sarà oggetto di tante rivisitazioni negli anni successivi.

## Prima fase

### Girone A
|  |    | Classifica finale 1974-1975 | Pt | G  | V | P | PtF | PtS |
|  | -- | --------------------------- | -- | -- | - | - | --- | --- |
|  | 1. | Libertas Livorno            | 18 | 10 | 9 | 1 | 674 | 649 |
|  | 2. | Pallacanestro Livorno       | 14 | 10 | 7 | 3 | 778 | 634 |
|  | 3. | Ginnastica Torino           | 12 | 10 | 6 | 4 | 733 | 716 |
|  | 4. | Libertas Asti               | 8  | 10 | 4 | 6 | 701 | 719 |
|  | 5. | Betti Labor Viareggio       | 4  | 10 | 2 | 8 | 658 | 773 |
|  | 6. | Olimpia Firenze             | 4  | 10 | 2 | 8 | 703 | 752 |

### Girone B
|  |    | Classifica finale 1974-1975  | Pt | G  | V | P  | PtF | PtS |
|  | -- | ---------------------------- | -- | -- | - | -- | --- | --- |
|  | 1. | Robur et Fides Varese        | 18 | 10 | 9 | 1  | 735 | 643 |
|  | 2. | Ivlas Vigevano               | 12 | 10 | 6 | 4  | 686 | 627 |
|  | 3. | Novatese Patti Novate        | 10 | 10 | 5 | 5  | 695 | 670 |
|  | 4. | Celana Bergamo               | 10 | 10 | 5 | 5  | 708 | 671 |
|  | 5. | Ausosiemens Settimo Milanese | 10 | 10 | 5 | 5  | 670 | 700 |
|  | 6. | Forti e Liberi Monza         | 0  | 10 | 0 | 10 | 607 | 790 |

### Girone C
|  |    | Classifica finale 1974-1975 | Pt | G  | V | P | PtF | PtS |
|  | -- | --------------------------- | -- | -- | - | - | --- | --- |
|  | 1. | CBM Juvi Cremona            | 16 | 10 | 8 | 2 | 719 | 627 |
|  | 2. | Patriarca Gorizia           | 16 | 10 | 8 | 2 | 787 | 660 |
|  | 3. | Petrarca Padova             | 8  | 10 | 4 | 6 | 689 | 749 |
|  | 4. | Eurovox Bologna             | 8  | 10 | 4 | 6 | 680 | 726 |
|  | 5. | Marazzi Gira Bologna        | 6  | 10 | 3 | 7 | 642 | 690 |
|  | 6. | Virtus Imola                | 6  | 10 | 3 | 7 | 652 | 717 |

### Girone D
|  |    | Classifica finale 1974-1975 | Pt | G  | V | P | PtF | PtS |
|  | -- | --------------------------- | -- | -- | - | - | --- | --- |
|  | 1. | Bancoroma                   | 16 | 10 | 8 | 2 | 567 | 511 |
|  | 2. | Franchising Roma            | 14 | 10 | 7 | 3 | 662 | 635 |
|  | 3. | Costone Siena               | 12 | 10 | 6 | 4 | 689 | 749 |
|  | 4. | Forze Armate Vigna di Valle | 8  | 10 | 4 | 6 | 594 | 585 |
|  | 5. | Fortitudo Roma              | 8  | 10 | 4 | 6 | 610 | 656 |
|  | 6. | Alco Palestrina             | 4  | 10 | 2 | 8 | 615 | 660 |

### Girone E
|  |    | Classifica finale 1974-1975 | Pt | G  | V | P  | PtF | PtS |
|  | -- | --------------------------- | -- | -- | - | -- | --- | --- |
|  | 1. | Max Meyer Pescara           | 16 | 10 | 8 | 2  | 845 | 651 |
|  | 2. | Febal Pesaro                | 14 | 10 | 7 | 3  | 715 | 678 |
|  | 3. | Molteni Roseto              | 12 | 10 | 6 | 4  | 793 | 748 |
|  | 4. | Stamura Ancona              | 10 | 10 | 5 | 5  | 713 | 706 |
|  | 5. | Lenco Osimo                 | 8  | 10 | 4 | 6  | 605 | 694 |
|  | 6. | CUS Bari                    | 0  | 10 | 0 | 10 | 606 | 810 |

### Girone F
|  |    | Classifica finale 1974-1975 | Pt | G  | V  | P | PtF | PtS |
|  | -- | --------------------------- | -- | -- | -- | - | --- | --- |
|  | 1. | Juve Caserta                | 20 | 10 | 10 | 0 | 813 | 582 |
|  | 2. | Ovomaltina Napoli           | 12 | 10 | 6  | 4 | 614 | 656 |
|  | 3. | Atleti Benevento            | 10 | 10 | 5  | 5 | 620 | 612 |
|  | 4. | U.S. Palermo                | 10 | 10 | 5  | 5 | 659 | 703 |
|  | 5. | Viola Reggio Calabria       | 6  | 10 | 3  | 7 | 607 | 659 |
|  | 6. | Sport Club Catania          | 2  | 10 | 1  | 9 | 644 | 745 |

## Seconda fase

### Girone A
|  |    | Classifica finale 1974-1975 | Pt | G  | V | P | PtF | PtS |
|  | -- | --------------------------- | -- | -- | - | - | --- | --- |
|  | 1. | Max Meyer Pescara           | 14 | 10 | 7 | 3 |     |     |
|  | 2. | Barcas Livorno              | 14 | 10 | 7 | 3 |     |     |
|  | 3. | Stamura Ancona              | 12 | 10 | 6 | 4 |     |     |
|  | 4. | Ovomaltina Napoli           | 8  | 10 | 4 | 6 |     |     |
|  | 5. | Forze Armate Vigna di Valle | 8  | 10 | 4 | 6 |     |     |
|  | 6. | U.S. Palermo                | 4  | 10 | 2 | 8 |     |     |

### Girone B
|  |    | Classifica finale 1974-1975 | Pt | G  | V | P | PtF | PtS |
|  | -- | --------------------------- | -- | -- | - | - | --- | --- |
|  | 1. | Patriarca Gorizia           | 16 | 10 | 8 | 2 |     |     |
|  | 2. | Ginnastica Torino           | 16 | 10 | 8 | 2 |     |     |
|  | 3. | Patti Novate                | 12 | 10 | 6 | 4 |     |     |
|  | 4. | Toiano Varese               | 8  | 10 | 4 | 6 |     |     |
|  | 5. | Libertas Asti               | 6  | 10 | 3 | 7 |     |     |
|  | 6. | Franchising Roma            | 2  | 10 | 1 | 9 |     |     |

### Girone C
|  |    | Classifica finale 1974-1975 | Pt | G  | V | P | PtF | PtS |
|  | -- | --------------------------- | -- | -- | - | - | --- | --- |
|  | 1. | CBM Cremona                 | 14 | 10 | 7 | 3 | 782 | 670 |
|  | 2. | Ivlas Vigevano              | 14 | 10 | 7 | 3 | 755 | 690 |
|  | 3. | Pallacanestro Livorno       | 12 | 10 | 6 | 4 | 727 | 737 |
|  | 4. | Petrarca Padova             | 10 | 10 | 5 | 5 | 731 | 712 |
|  | 5. | Basket Roseto               | 6  | 10 | 3 | 7 | 757 | 844 |
|  | 6. | Cerier Bergamo              | 6  | 10 | 2 | 8 | 685 | 784 |

### Girone D
|  |    | Classifica finale 1974-1975 | Pt | G  | V | P  | PtF | PtS |
|  | -- | --------------------------- | -- | -- | - | -- | --- | --- |
|  | 1. | Juve Caserta                | 18 | 10 | 9 | 1  |     |     |
|  | 2. | Febal Pesaro                | 14 | 10 | 7 | 3  |     |     |
|  | 3. | Banco Roma                  | 10 | 10 | 5 | 5  |     |     |
|  | 4. | Costone Siena               | 10 | 10 | 5 | 5  |     |     |
|  | 5. | Eurovox Bologna             | 8  | 10 | 4 | 6  |     |     |
|  | 6. | Atleti Benevento            | 0  | 10 | 0 | 10 |     |     |

Le quattro vincitrici dei concentramenti di ripescaggio ammesse alla fase finale sono la Pallacanestro Livorno, il Basket Roma, il Marazzi Bologna, e il Petrarca Padova.

## Fase Finale

### Girone A
|  |    | Classifica finale 1974-1975 | Pt | G  | V | P | PtF | PtS |
|  | -- | --------------------------- | -- | -- | - | - | --- | --- |
|  | 1. | Juve Caserta                | 16 | 10 | 8 | 2 | 827 | 734 |
|  | 2. | Barcas Livorno              | 12 | 10 | 6 | 4 | 757 | 744 |
|  | 3. | Ivlas Vigevano              | 10 | 10 | 5 | 5 | 740 | 750 |
|  | 4. | Ginnastica Torino           | 8  | 10 | 4 | 6 | 779 | 791 |
|  | 5. | Pallacanestro Livorno       | 8  | 10 | 4 | 6 | 779 | 814 |
|  | 6. | Basket Roma                 | 6  | 10 | 3 | 7 | 726 | 775 |

### Risultati
| Risultati             | CAS     | BLIV  | TOR    | VIG   | PLIV  | ROM   |
| --------------------- | ------- | ----- | ------ | ----- | ----- | ----- |
| Juve Caserta          |         | 64-58 | 81-78  | 88-54 | 98-77 | 87-67 |
| Barcas Livorno        | 107-108 |       | 77-72  | 83-82 | 74-72 | 87-78 |
| Ginnastica Torino     | 69-70   | 74-68 |        | 67-62 | 99-78 | 86-71 |
| Ivlas Vigevano        | 80-78   | 72-68 | 92-70  |       | 72-63 | 74-68 |
| Pallacanestro Livorno | 79-74   | 60-63 | 100-89 | 98-89 |       | 73-74 |
| Basket Roma           | 65-79   | 62-72 | 92-75  | 67-63 | 82-79 |       |

### Girone B
|  |    | Classifica finale 1974-1975 | Pt | G  | V | P | PtF | PtS |
|  | -- | --------------------------- | -- | -- | - | - | --- | --- |
|  | 1. | Patriarca Gorizia           | 18 | 10 | 9 | 1 | 796 | 658 |
|  | 2. | CBM Cremona                 | 14 | 10 | 7 | 3 | 736 | 632 |
|  | 3. | Max Meyer Pescara           | 8  | 10 | 4 | 6 | 753 | 779 |
|  | 4. | Petrarca Padova             | 8  | 10 | 4 | 6 | 767 | 840 |
|  | 5. | Marazzi Bologna             | 6  | 10 | 3 | 7 | 697 | 771 |
|  | 6. | Febal Pesaro                | 6  | 10 | 3 | 7 | 727 | 796 |

### Risultati
| Risultati         | GOR   | CRE   | PES    | PAD    | BOL     | Pes   |
| ----------------- | ----- | ----- | ------ | ------ | ------- | ----- |
| Patriarca Gorizia |       | 61-60 | 85-57  | 81-65  | 85-51   | 97-74 |
| CBM Cremona       | 70-72 |       | 76-72  | 95-65  | 69-65   | 98-72 |
| Max Meyer Pescara | 72-79 | 49-44 |        | 108-92 | 79-64   | 87-85 |
| Petrarca Padova   | 66-89 | 71-86 | 101-79 |        | 107-106 | 63-56 |
| Marazzi Bologna   | 74-69 | 49-58 | 71-70  | 68-73  |         | 74-71 |
| Febal Pesaro      | 69-78 | 56-80 | 82-80  | 72-64  | 90-75   |       |

## Verdetti
Sono promosse in Serie A2:
- Juve Caserta
Formazione: Gavagnin, Maggetti, Donadoni Sergio, Donadoni Silvio, Talamas, Tartaglione, Dilella, Napolitano, Simeoli, Gambardella. Allenatore: Gavagnin
- Patriarca Gorizia
Formazione: Savio, Furlan, Spezzamonte, Soro, Fabris, Ardessi, Fortunato, Flebus, Bruni, Marussig. Allenatore: Alessandro Sales